# جینی بیدل
جینی بیدل (به انگلیسی: Jeanie Beadle) ژیمناست زادهٔ ۲۱ آوریل ۱۹۵۸ میلادی اهل کشور ایالات متحده آمریکا است.